# Indendørs-VM i atletik 2012
Indendørs-VM i atletik 2012 blev afholdt 9.–11. marts i Ataköy Athletics Arena i Istanbul i Tyrkiet.

## Medaljevindere

### Mænd
| Disciplin     | Guld                    | Sølv                    | Bronze                  |
| ------------- | ----------------------- | ----------------------- | ----------------------- |
| 60 meter      | Justin Gatlin           | Nesta Carter            | Dwain Chambers          |
| 400 meter     | Nery Brenes             | Demetrius Pinder        | Chris Brown             |
| 800 meter     | Mohammed Aman           | Jakub Holuša            | Andrew Osagie           |
| 1500 meter    | Abdalaati Iguider       | Ilham Tanui Özbilen     | Mekonnen Gebremedhin    |
| 3000 meter    | Bernard Lagat           | Augustine Kiprono Choge | Edwin Cheruiyot Soi     |
| 60 meter hæk  | Aries Merritt           | Xiang Liu               | Pascal Martinot-Lagarde |
| Højdespring   | Dimítrios Chondrokoúkis | Andrej Silnov           | Ivan Ukhov              |
| Stangspring   | Renaud Lavillenie       | Björn Otto              | Brad Walker             |
| Længdespring  | Mauro Vinicius da Silva | Henry Frayne            | Aleksandr Menkov        |
| Trespring     | Will Claye              | Christian Taylor        | Ljukman Adams           |
| Kuglestød     | Ryan Whiting            | David Storl             | Tomasz Majewski         |
| Syvkamp       | Ashton Eaton            | Oleksij Kasjanov        | Artem Lukjanenko        |
| 4 x 400 meter | USA                     | Storbritannien          | Trinidad og Tobago      |

### Kvinder
| Disciplin     | Guld                    | Sølv                                                | Bronze              |
| ------------- | ----------------------- | --------------------------------------------------- | ------------------- |
| 60 meter      | Veronica Campbell-Brown | Murielle Ahoure                                     | Tianna Madison      |
| 400 meter     | Sanya Richards-Ross     | Aleksandra Fedoriva                                 | Natasha Nastings    |
| 800 meter     | Pamela Jelimo           | Nataliia Lupu                                       | Erica Moore         |
| 1500 meter    | Genzebe Dibaba          | Mariem Alaoui Selsouli                              | Asli Çakir Alptekin |
| 3000 meter    | Hellen Onsandro Obiri   | Meseret Defar                                       | Gelete Burka        |
| 60 meter hæk  | Sally Pearson           | Tiffany Porter                                      | Alina Talaj         |
| Højdespring   | Chaunté Lowe            | Antonietta Di Martino Anna Tjitjerova Ebba Jungmark | –                   |
| Stangspring   | Jelena Isinbajeva       | Vanessa Boslak                                      | Holly Bleasdale     |
| Længdespring  | Brittney Reese          | Janay DeLoach                                       | Shara Proctor       |
| Trespring     | Yamilé Aldama           | Olga Rypakova                                       | Mabel Gay           |
| Kuglestød     | Valerie Adams           | Nadzeja Ostaptjuk                                   | Michelle Carter     |
| Femkamp       | Natallia Dobrynska      | Jessica Ennis                                       | Austra Skujyte      |
| 4 x 400 meter | Storbritannien          | USA                                                 | Rusland             |

## Deltagende nationer
| - (2) - (2) - (2) - (2) - (2) - (1) - (2) - (1) - (6) - (3) - (2) - (10) - (4) - (2) - (3) - (2) - (1) - (2) - (2) - (18) - (4) - (7) - (1) - (1) - (8) - (2) - (1) - (2) - (5) - (1) - (1) - (13) - (1) - (2) - (1) - (1) - (1) - (1) - (10) - (2) - (12) - (2) - (2) | - (1) - (1) - (1) - (1) - (1) - (1) - (1) - (2) - (10) - (1) - (2) - (11) - (2) - (1) - (2) - (17) - (3) - (1) - (34) - (8) - (1) - (2) - (1) - (2) - (2) - (1) - (2) - (3) - (2) - (1) - (1) - (4) - (2) - (3) - (2) - (16) - (2) - (11) - (1) - (6) - (9) - (2) - (2) | - (1) - (2) - (1) - (1) - (5) - (1) - (1) - (1) - (1) - (1) - (1) - (1) - (1) - (1) - (2) - (1) - (2) - (1) - (2) - (7) - (1) - (2) - (4) - (1) - (2) - (7) - (1) - (1) - (1) - (1) - (2) - (2) - (2) - (1) - (2) - (1) - (1) - (1) - (14) - (3) - (1) - (3) - (13) | - (42) - (2) - (2) - (1) - (2) - (1) - (2) - (1) - (1) - (1) - (1) - (1) - (2) - (1) - (4) - (2) - (4) - (1) - (20) - (2) - (1) - (4) - (2) - (2) - (2) - (2) - (1) - (1) - (2) - (7) - (19) - (1) - (1) - (2) - (27) - (2) - (2) - (51) - (2) - (5) - (2) - (5) - (2) |

## Danske deltagere
- Kim Juhl Christensen (Sparta Atletik) – kuglestød
- Caroline Bonde Holm (Sparta Atletik) – stangspring

## VM på TV
- DR
- Eurosport
- SVT